# 思想
思想（しそう、英: thought）は、人間が自分自身および自分の周囲について、あるいは自分が感じ思考できるものごとについて抱く、あるまとまった考えのことである。

## 概要
単なる直観とは区別され、感じた事（テーマ）を基に思索し、直観で得たものを反省的に洗練して言語・言葉としてまとめること。また、まとめたもの。哲学や宗教の一部との区分は曖昧である。なお、その時代が占める思想の潮流（時勢）のことを思潮と呼ぶ。

## 西洋思想

### 古典古代
- ギリシャ神話

- 自然哲学

- ソフィスト
- ソクラテス以前の哲学者
- ソクラテス、無知の知
- プラトン、哲人政治 -- 新プラトン主義
- アリストテレス「人間はポリス的動物である」

- エピクロス（エピクロス学派）
- ゼノン（ストア学派）

- グノーシス主義（反世界哲学）

### 中世
- ユダヤ教
  - ヤーヴェ 、『旧約聖書』
  - 選民思想
  - モーゼの十戒
  - メシア思想
  - ユダヤ教神秘主義（カバラなど）

- キリスト教
  - 信仰の純粋性（原罪と罪の悔い改め）
  - アガペー（博愛主義）
  - 福音書『新約聖書』
  - ミラノ勅令

- キリスト教神学
- 教父哲学
  - 三位一体説
  - アウグスティヌス
- スコラ哲学 「哲学は神学の侍女」
  - トマス・アクィナス
- キリスト教神秘主義
  - マイスター・エックハルト

### 近世
- ルネサンス、ヒューマニズム
- 錬金術
- 懐疑主義、モラリスト
  - ミシェル・ド・モンテーニュ （『随想録』、「われ何をか知る」）
  - ブレーズ・パスカル（『瞑想録』、「人間は考える葦である」）
- 宗教改革
  - マルティン・ルター
  - ジャン・カルヴァン
  - プロテスタンティズム
- 地動説
- アイザック・ニュートン
- 啓蒙思想
  - イギリス経験論
    - フランシス・ベーコン『ノーヴムオルガーヌム（新機関）』
      - 帰納法「知識は力なり」
      - イドラ

    - 社会契約説
      - トマス・ホッブズ
        - 『リヴァイアサン』、「万人の万人に対する闘争」

      - ジョン・ロック
        - 生得観念批判、タブラ・ラーサ（白紙状態）
        - 『統治論』、抵抗権

    - コモンロー
      - エドワード・コーク卿
        - 法の支配、『イギリス法提要』、「国王といえども神と法の下にある」

      - ウィリアム・ブラックストン
        - 『イギリス法釈義』、ホイッグ史観

  - 大陸合理論
    - ルネ・デカルト
      - 『方法序説』、演繹法、普遍数学
      - 方法的懐疑、「我思う、ゆえに我あり」
      - 物心二元論

    - バールーフ・デ・スピノザ
      - 『エティカ』、汎神論、「神即自然」

    - ゴットフリート・ライプニッツ
      - 『単子論』、モナド

### 近代
- フランス
  - 百科全書派
  - ジャン＝ジャック・ルソー
    - 『人間不平等起源論』、「自然に帰れ」
    - 『社会契約論』、一般意志の実現
    - 『エミール』

  - アレクシス・ド・トクヴィル
    - 『アメリカのデモクラシー』

- イギリス　
  - スコットランド啓蒙派
    - デイヴィッド・ヒューム
      - 『人間本性論』

    - アダム・スミス
      - 『道徳情操論』

  - 近代保守主義
    - エドマンド・バーク
      - 『フランス革命の省察』

    - ジョン・アクトン　
      - 「権力は腐敗する、専制的権力は徹底的に腐敗する」

- アメリカ
  - フェデラリスト
    - アレクサンダー・ハミルトン
    - ジェームズ・マディソン
      - 『ザ・フェデラリスト』

- ドイツ
  - ドイツ観念論
    - イマヌエル・カント
      - 批判哲学
      - 認識論のコペルニクス的転回
      - 『純粋理性批判』、感性と悟性、「認識経験とともに始まる」
      - 『実践理性批判』、実践理性、定言命法

  - ゲオルク・ヴィルヘルム・フリードリヒ・ヘーゲル
    - 弁証法
    - 人倫

  - 歴史学派
    - フリードリヒ・カール・フォン・サヴィニー
      - 歴史法学

    - フリードリッヒ・リスト
      - 歴史経済学

- 功利主義
  - ジェレミ・ベンサム
    - 「最大多数の最大幸福」
    - 快楽計算、量的功利主義

  - ジョン・スチュアート・ミル
    - 質的功利主義

- プラグマティズム
  - ジョン・デューイ
    - 道具主義

  - ウィリアム・ジェームズ

### 現代
- 科学的社会主義（資本主義批判）
  - カール・マルクス
  - フリードリヒ・エンゲルス
  - マルクス主義
  - レーニン
  - マルクス・レーニン主義
    - 唯物弁証法、唯物史観
    - 階級闘争、社会主義革命
    - 『資本論』『共産党宣言』

- 現代保守主義・自由主義リバタリアニズム
  - フリードリヒ・ハイエク
    - 『隷従への道』

  - マイケル・オークショット
  - カール・ポパー
  - ロバート・ノージック
    - 『アナーキー・国家・ユートピア』

- コミュニタリアニズム
  - マイケル・サンデル

- 現象学
  - エトムント・フッサール
    - 『イデーン』

  - マルティン・ハイデッガー
    - 『存在と時間』、存在論的実存主義

  - モーリス・メルロー＝ポンティ
    - 『知覚の現象学』

  - ジャン＝フランソワ・リオタール
    - 『ポストモダンの条件』

  - エマニュエル・レヴィナス
    - 『全体性と無限』

- 実存主義（ヘーゲル批判）
  - セーレン・キェルケゴール『死に至る病』
  - フリードリヒ・ニーチェ
    - ニヒリズム、「神は死んだ」
    - ルサンチマン
    - 『力への意志』、永劫回帰、運命愛
    - 『ツァラトゥストラはかく語りき』、超人思想

  - カール・ヤスパース
    - 限界状況

  - ジャン＝ポール・サルトル
    - 「実存は本質に先立つ」
    - アンガージュマン（社会参加）

- 構造主義（実存批判）
  - ジークムント・フロイト（心理学）
    - ジャック・ラカン（精神分析）

  - フェルディナン・ド・ソシュール（言語学）
    - ロラン・バルト（記号学・文芸批評）

  - クロード・レヴィ＝ストロース（人類学）
    - ミシェル・フーコー（精神史）
    - ルイ・アルチュセール（認識論）

- フランクフルト学派（西洋啓蒙思想批判）
  - ヴァルター・ベンヤミン
    - 『パサージュ論』

  - テオドール・アドルノ・マックス・ホルクハイマー
    - 『啓蒙の弁証法』

  - ユルゲン・ハーバーマス
    - 『公共性の構造転換』『コミュニケーション行為の理論』

  - ジュディス・バトラー
    - 『ジェンダー・トラブル――フェミニズムとアイデンティティの攪乱』
- ポスト構造主義（構造批判）
  - ジャック・デリダ
  - ジル・ドゥルーズ

- 思弁的実在論（相関主義批判）
  - レイ・ブラシエ
  - イアン・ハミルトン・グラント
  - グレアム・ハーマン
  - クァンタン・メイヤスー

## 東洋思想

### 日本

#### 古代・中世
- 『古事記』、『日本書紀』、八百万の神、アニミズム、シャーマニズム
- 仏教公伝、鎮護国家思想
  - 聖徳太子『三経義疏』『十七条憲法』
  - 聖武天皇、鑑真
  - 行基
- 密教#日本の密教（現世志向、加持祈祷）
  - 空海の真言宗（東密）、高野山金剛峰寺、即身成仏
  - 最澄の天台宗（台密）、比叡山延暦寺
- 浄土信仰（来世志向、阿弥陀信仰）
  - 融通念仏（良忍）、大念仏
- 鎌倉新仏教
  - 浄土教（他力本願）
    - 浄土宗（法然）、専修念仏（南無阿弥陀仏）
    - 浄土真宗（親鸞）、悪人正機説
    - 時宗（一遍）、踊念仏

  - 禅宗（直示人心）
    - 曹洞宗（道元）、只管打坐、身心脱落
    - 臨済宗（栄西）

  - 日蓮宗（日蓮）、「南無妙法蓮華経」、即身成仏・立正安国論

#### 近世
- 儒学
  - 朱子学
    - 林羅山、理気説、湯島聖堂
    - 新井白石、昌平坂学問所
    - 尊王攘夷運動

  - 陽明学
  - 古学
    - 山鹿素行（武士道）
    - 伊藤仁斎、誠は道の全体なり（古義学）
    - 荻生徂徠、先王の道（経世論）
- 国学
  - 賀茂真淵（『万葉集』の研究、ますらおぶり）
  - 本居宣長（『古事記』の研究、もののあはれ、古道に還る大和心）
  - 平田篤胤
- 蘭学（洋学）
  - 『西洋記聞』、甘藷栽培、『解体新書』、蛮社の獄、和魂洋才
- 石門心学
- 二宮尊徳（報徳思想）

#### 近代
- 啓蒙学
  - 明六社（『明六雑誌』）
    - 森有礼、西周、加藤弘之

  - 福澤諭吉
    - 脱亜入欧
    - 『学問のすゝめ』『文明論之概略』
    - 独立自尊「一身独立して一国独立す」
    - 実学、啓蒙思想家、教育者、慶應義塾

- 日本の自由主義
  - 自由民権運動
    - 板垣退助
    - 植木枝盛、私擬憲法（民間の憲法案）
    - 中江兆民『民約訳解』（回復的民権、恩賜的民権）、東洋のルソー

  - 大正デモクラシー
    - 吉野作造
      - 民本主義

    - 美濃部達吉
      - 天皇機関説

  - 女性解放運動
    - 平塚雷鳥『青鞜』「元始、女性は実に太陽であった」

- 日本のキリスト教
  - 内村鑑三（二つのJ、無教会主義）
  - 新渡戸稲造
  - 新島襄
- 日本の社会主義
  - 河上肇
  - 幸徳秋水（大逆事件）
  - 大杉栄
  - 戸坂潤

- 日本の国家主義
  - 平民主義
    - 徳富蘇峰

  - 国粋主義
    - 陸羯南
    - 平泉澄
    - 山田孝雄
    - 三宅雪嶺
    - 上杉慎吉、「天皇主権説」

  - 国家神道、教派神道
    - 国体
    - 教育勅語
    - 国体明徴声明

  - 超国家主義
    - 北一輝（『日本改造法案大綱』）
    - 二・二六事件

- アジア主義
  - 大川周明
  - 岡倉天心
  - 宮崎滔天
    - 「アジアは一つ」

- 民俗学
  - 柳田國男
  - 折口信夫
    - 南方熊楠

- 戦時下の思想
  - 京都学派
    - 西田幾多郎（『善の研究』）
    - 田辺元
    - 京都学派四天王

  - 昭和研究会
    - 三木清
    - 蠟山政道

  - 日本浪曼派
    - 保田與重郎
    - 小林秀雄

  - 花田清輝
  - 和辻哲郎
  - 佐野学
  - 鍋山貞親

#### 現代日本
- 無頼派
  - 坂口安吾
  - 太宰治
  - 織田作之助
- 戦後民主主義
  - 丸山眞男
  - 大塚久雄
  - 川島武宜
  - 思想の科学
    - 鶴見俊輔

  - 加藤周一
- 戦後民主主義批判
  - 吉本隆明
  - 廣松渉
  - 谷川雁
  - 橋川文三
  - 梅棹忠夫
- 保守
  - 三島由紀夫
  - 江藤淳
  - 西部邁
  - 小林よしのり
- ニュー・アカデミズム
  - 柄谷行人
  - 浅田彰
  - 中沢新一
- 現代
  - 東浩紀
  - 千葉雅也

### 中国
- 諸子百家
  - 儒家、士大夫、儒教
    - 孔子
      - 仁・礼
      - 君子、徳治主義

    - 孟子
      - 性善説、仁義、四端・四徳、五倫
      - 王道政治、易性革命

    - 荀子（性悪説、礼知主義）
      - 法家（韓非子；性善説批判、法治主義）

  - 道家、老荘思想（老子、荘子）、道教
    - タオ（道）
    - 無為自然（人為性批判）、小国寡民

  - 墨家、墨子
    - 兼愛交利説（「仁」の排他性を批判）
    - 非攻説（平和主義）

- 朱子学、格物致知
- 陽明学、知行合一
- 考証学
- 公羊学

### 仏教
- ナーガールジュナ（龍樹）
- 禅宗
  - 達磨大師

### ヒンドゥー教
- 梵我一如

### イスラーム教
- イスラーム神秘主義
  - スーフィズム

### 朝鮮民主主義人民共和国
- 主体思想